# Exmoor-Nationalpark
Der Exmoor-Nationalpark, benannt nach dem Fluss Exe, ist ein Nationalpark in den englischen Grafschaften Devon und Somerset. Im Norden grenzt er an den Bristol Channel. Die abwechslungsreiche Felsenküste ist durchsetzt mit engen, bewaldeten Taleinschnitten.
Er wurde 1954 gegründet und umfasst eine Fläche von 692,8 km². Im Herbst 2011 wurde er als Lichtschutzgebiet von der International Dark Sky Association auch als International Dark Sky Park (IDSP, in Silber) anerkannt und nennt sich seither auch Exmoor International Dark Sky Reserve.
Es ist das dritte Gebiet solcher Art im Vereinigten Königreich.
Dabei umfasst die Kernzone 8.313 ha, die kritische Pufferzone 9.828 ha im Zentrum des Nationalparks.
Dort befindet sich auch das Norman Lockyer Observatory.

## Geographie
Landeinwärts breitet sich hinter einem Randgebiet mit Farmen eine von kleinen Tälern („combes“) durchschnittene Hochebene mit Moorheide aus, die nicht selten von Dunst oder Nebel eingehüllt ist. Sie liegt auf einer mittleren Höhe von 300 m; die höchste Erhebung ist der Dunkery Beacon mit 519 m. Exmoor wird von zwei Hügelrücken geteilt und ist eine Wasserscheide. Die Flüsse Barle und Exe fließen nach Süden zum Ärmelkanal, während der Lyn und der Avill nach Norden zum Bristol Channel fließen.

## Flora und Fauna
Das unbebaute Moorland ist eine offene, baumlose Heidelandschaft, wo Blaubeeren, eine örtliche Delikatesse, und Adlerfarn wachsen. An der Küste kontrastiert rosalila blühendes Heidekraut zu leuchtend gelbem Stechginster. In der Mitte von Exmoor, um Simonsbath herum, liegt der ehemalige königliche Jagdwald, heute ein ausgedehntes Grasmoorgebiet. Im Exmoor leben die meisten Rothirsche Englands.

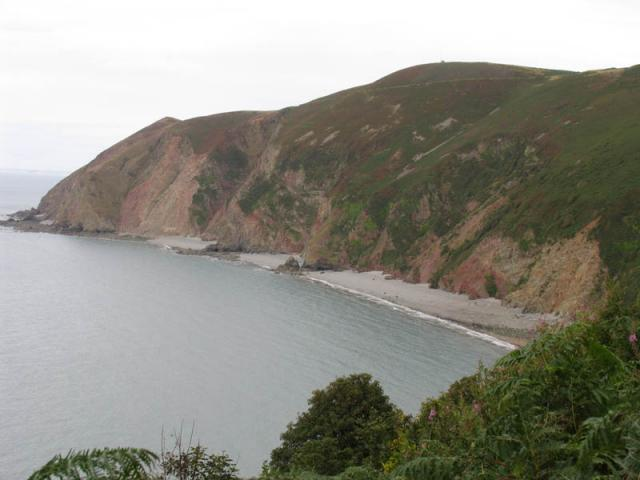
Küstenlandschaft am Bristol Channel
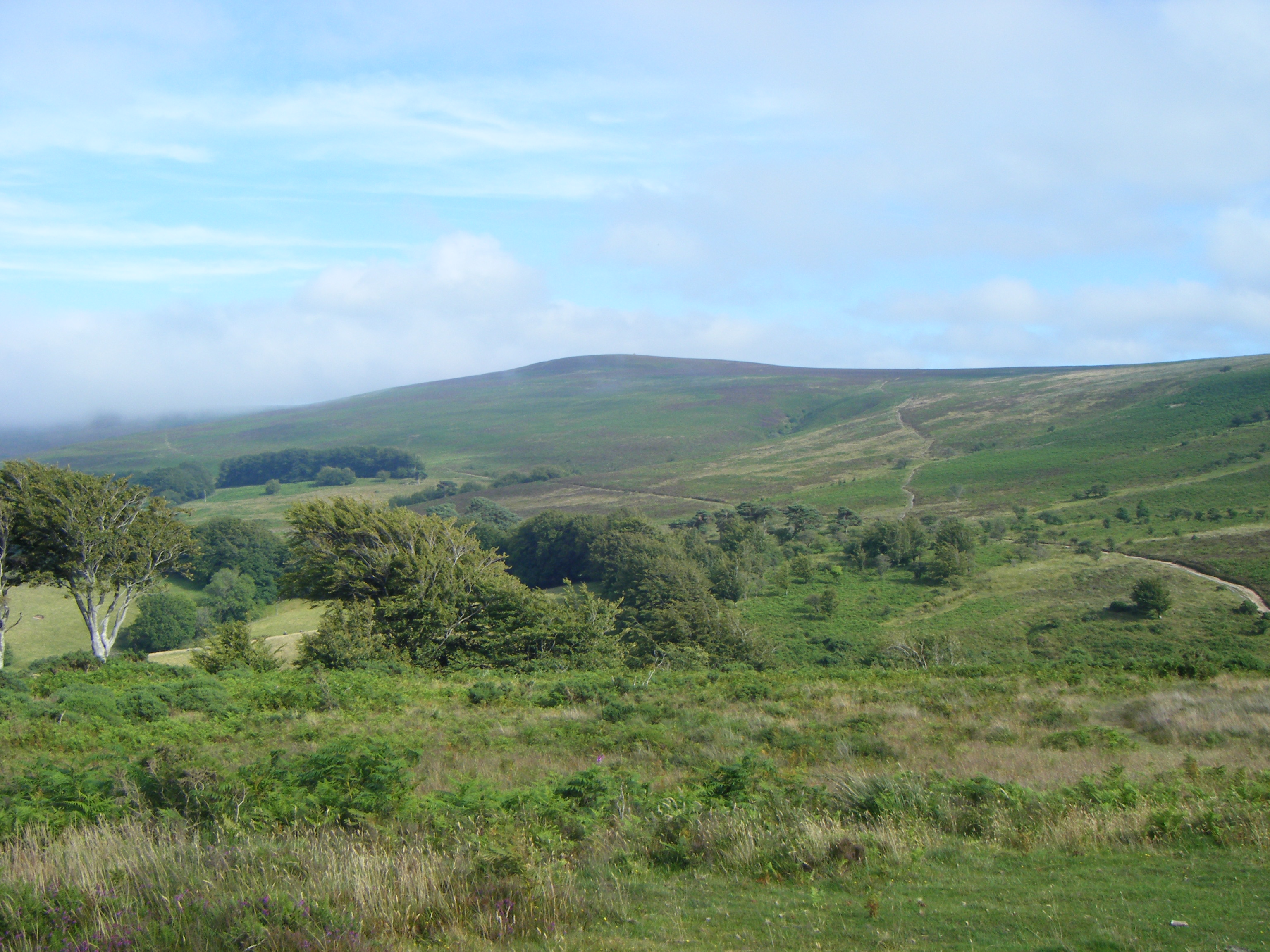
Dunkery Hill mit Dunkery Beacon
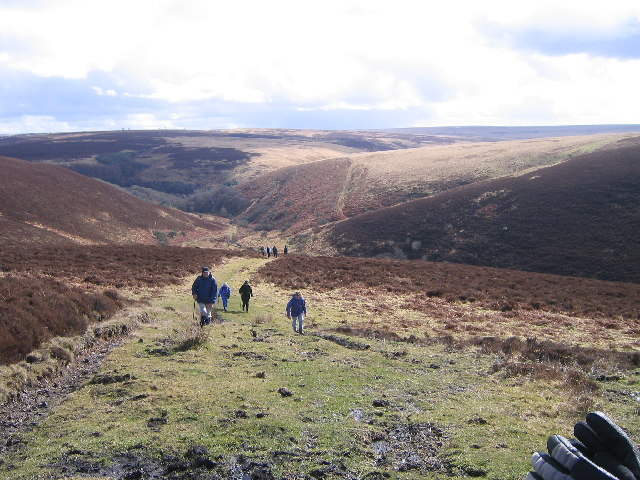
Ein typisches Landschaftsbild im Exmoor
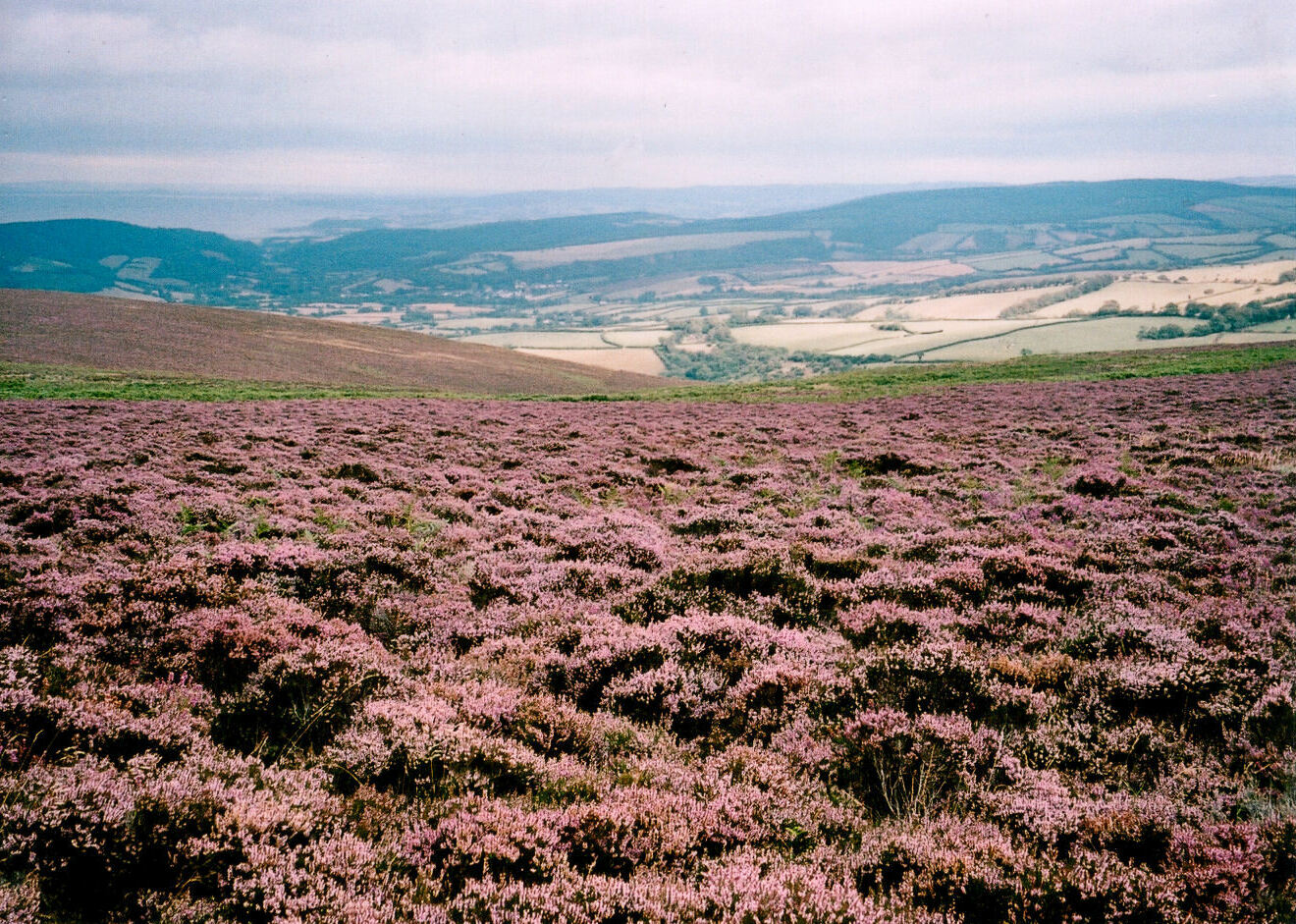
Blühende Besenheide am Dunkery Beacon

## Ortschaften
Ungefähr die Hälfte der etwa 10.500 Einwohner wohnt in den über das Gebiet verteilten Ortschaften, wovon die größten Lynton, Dunster, Porlock und Dulverton sind. Die Kirchen in einigen Dörfern wie Parracombe, Porlock, Culbone und Brendon sind keltischen Heiligen geweiht.

## Landwirtschaft und Tourismus
Die landwirtschaftliche Nutzung basiert auf Schaf- und Rinderzucht. Auf den fruchtbaren Böden des Vale of Porlock (Porlocker Tal) und der Gegenden in den Brendon Hills wird auch Ackerbau betrieben.
Ein bedeutender Wirtschaftsfaktor in der Region ist der Tourismus. In zahlreichen Orten kann man die Exmoor-Ponys reiten. Dieses wildlebende Moorlandpony ist Großbritanniens älteste Ponyrasse. Eine der Sehenswürdigkeiten im Exmoor-Nationalpark ist z. B. die Clapper bridge Tarr Steps.